# Хоцяновиці (гміна Лясовіце-Вельке)
Хоцяновиці (пол. Chocianowice) — село в Польщі, у гміні Лясовиці-Великі Ключборського повіту Опольського воєводства.
Населення — 1125 осіб (2011).

## Демографія
Демографічна структура станом на 31 березня 2011 року:
|          | Загалом | Допрацездатний вік | Працездатний вік | Постпрацездатний вік |
| -------- | ------- | ------------------ | ---------------- | -------------------- |
| Чоловіки | 545     | 95                 | 382              | 68                   |
| Жінки    | 580     | 78                 | 374              | 128                  |
| Разом    | 1125    | 173                | 756              | 196                  |